# カリフォルニア・ドリーム
カリフォルニア・ドリーム（英: California Dreams）はアメリカで製作されたドラマ。アメリカのNBCで1992年9月12日から1996年10月19日まで第5シーズン・計78話が放送された。
日本ではNHK教育で土曜日18時50分から19時15分の枠で1996年7月13日から1997年10月11日まで第4シーズン・計64話が放送され、14話分が未放送となった（厳密には第3シーズン第11話目と第4シーズン第10話が未放送で、第5シーズンは15話分の内第8話だけが放送されている）。

## 概要
アメリカカリフォルニアで10代の男女仲良し組バンド「カリフォルニア・ドリーム」を巡る音楽青春コメディ。

## 登場人物
マット・ギャリソン
演:ブレント・ゴア/日本語吹き替え版:谷川俊
バンド「カリフォルニア・ドリーム」のギター・キーボード・メインボーカルを担当。
チームの中では常識人で、皆のまとめ役でもある。反面、一度激昂すると手が付けられない節があった。心を静めるために、仏教式（？）の深呼吸をしている。
シーズン1では、女性慣れしておらず、いざ女性を目の前にすると自己紹介もろくに出来なかった。
シーズン3にてギャリソン一家の引っ越しを期に脱退。
ジェニー・ギャリソン
演:ヘイディ・ノエル・レンハート/名越志保
バンド「カリフォルニア・ドリーム」のボーカル・キーボードを担当。マットの妹。
気が強く手厳しい性格をしているが、理想の男性はロマンチックな雰囲気を持った人。
ティファニーとは親友の間柄で、相談事も喧嘩も良くしていた。
音楽の勉強の為の留学を期に脱退。
トニー・ウィックス
演:ウィリアム・ジェームズ・ジョーンズ/入江修平
バンド「カリフォルニア・ドリーム」のドラム、及びラップを担当。
お調子者で気が大きい一方、臆病者でもある。
メンバーの溜まり場兼、演奏ステージであるレストラン「シャーキーズ」でアルバイトをしている。
スライとはなんだかんだ言っても気が合うようで、二人でナンパしたりTV番組を制作したりと、仲の良いシーンが多い。
ティファニー・スミス
演:ケリー・パッカード/渡辺美佐
バンド「カリフォルニア・ドリーム」ベース担当。
趣味はサーフィンで、特に初期の頃は良くウェットスーツ姿でサーフボードを持っていた。
また、学生生活とバンド活動の傍らで、青少年看護ボランティアに参加している。
おばあちゃん仕込みのポーカーが恐ろしく強い。
海洋生物学者の父と二人暮しであり、父親への愛情は人一倍持っている。
スライ・ウィンクル
演:マイケル・ケイド/菊池英博
バンド「カリフォルニア・ドリーム」のマネージャー。マークのいとこ。また、マットとは幼馴染のご近所さん。
典型的な三枚目でトラブルメーカー。自己中心的な上にお金に意地汚く、目的の為なら手段を選ばない行動が多い。しかし、その行動力の甲斐あってか、主要女性メンバー全てと一度は恋愛沙汰に発展している。
劇中でカリフォルニア・ドリームは演奏料を貰って演奏しているが、そもそも仕事としてドリームが演奏できるようになったのは、偏に彼のおかげである。
一見したたかそうだが実際には純粋な所も多く、特に本気で好きになった女性に対しての行動は、サマンサやロレーナから絶賛された。
また、自尊心を突かれて詐欺に引っかかってしまうエピソードも。
ジェイク・ソマーズ
演:ジェイ・アンソニー・フランク/植村喜八郎
シーズン2から登場した少年で、作詞したノートをマットに持ちかけた結果、才能を認められて途中から「カリフォルニア・ドリーム」に加入した。バンドではギターを担当しだしたが、シーズン3からボーカルも担当。
ギターとバイクと革ジャンをこよなく愛し、特に革ジャンは海だろうと冬山だろうと関係なく身に付けている。
ジェニー、ティファニー、ロレーナと、常にメンバー内の誰かと恋愛関係にあるが、よく喧嘩をしているエピソードが多い。
完璧超人の兄がおり、それが心の重荷となっている。
サマンサ・ウー
演:ジェニー・クワン/小林さやか
バンド「カリフォルニア・ドリーム」のボーカル＆キーボードを担当。
香港からの留学生。当初は留学して居なくなったジェニーの部屋を使って、ギャリソン家にホームステイしていた。ギャリソン家が引っ越した後は、コスタ家の部屋を借りている。
ドリームからジェニーが脱退し、後を埋める女性ボーカルを皆が探していた際にギャリソン家でサマンサを歌わせたところ、全員一致で加入が決まった。
とにかくお喋りで、特に実家である香港の話になると一切ブレーキが効かない。
金遣いが荒く、それによるトラブルもしばしば引き起こしていた。
ちょっとした運命のいたずらを期に、トニーと付き合うようになる。
マーク・ウィンクル
演アーロン・ジャクソン/若林久弥
バンド「カリフォルニア・ドリーム」のボーカル＆キーボード担当。スライのいとこ。
別名「良い方のウィンクル」
過去にスライのせいでピアノの発表会を台無しにされたことがあり、それ以降人前ではピアノが弾けなくなっていたが、ジェイク達の必死の説得により克服。以降、ドリームのメンバーとなる。
ジェイクとは音楽と喧嘩を通じた親友で、ジェイクが自分のバイクを触ることの許す数少ない人物。
ロレーナ・コスタ
演:ダイアナ・ウリーベ/松原ひろの
超お金持ちの家のお嬢様。サマンサの部屋とバンド「カリフォルニア・ドリーム」のリハーサル場を提供している。
ラテン系の顔立ちで、会話にもしばしばスペイン語やラテン訛りの単語が出ていた。
お金への執着心はスライと良い勝負で、お金を持たない人への冷淡さはメンバーから非難される程。
極度の音痴で、一度ドリームのリハーサルを受けた際、ジェイク以外の全員を絶句させたことがある。
バンドに参加しない分ダンスに情熱を傾けており、ダンスコンテストの優勝を目指していた。

## 劇中で演奏された曲目
| 曲名                                                                | ボーカル                                         |
| ------------------------------------------------------------------- | ------------------------------------------------ |
| California Dreams Theme Song（シーズン1、2）                        | マット、ジェニー、ティファニー、トニー           |
| California Dreams Theme Song（シーズン2後半）                       | マット、サマンサ、ティファニー、トニー           |
| California Dreams Theme Song（シーズン3以降）                       | ジェイク、サマンサ、ティファニー、トニー         |
| Anytime                                                             | マーク                                           |
| Born to Love You                                                    | マーク                                           |
| Castles on Quicksand                                                | ジェニー                                         |
| Do Something (Change Is In Your Hands)                              | ジェイク、ティファニー、サマンサ、トニー         |
| Everybody's Got Someone                                             | マット                                           |
| Foolish                                                             | サマンサ                                         |
| Handle It With Care                                                 | サマンサ                                         |
| Heart Don't Lie                                                     | ティファニー                                     |
| I'm There                                                           | マット、ティファニー、サマンサ、トニー           |
| It's Gonna Be Rain                                                  | トニー                                           |
| If It Wasn't For You                                                | マット                                           |
| If You Lean On Me                                                   | マット                                           |
| If You Only Knew                                                    | マット、ジェニー                                 |
| Into the Tube                                                       | マット                                           |
| Leather and Loose                                                   | ジェイク                                         |
| Let Me Be The One                                                   | ティファニー                                     |
| Let's Spend Some Time Together                                      | ジェイク                                         |
| Love Is Not Like This                                               | マット                                           |
| Mama Said                                                           | サマンサ                                         |
| Must Be Love                                                        | マット（シーズン2）マーク（シーズン3）           |
| Never Give Up                                                       | ジェイク                                         |
| Next Big Thing                                                      | トニー                                           |
| One World                                                           | マット、ジェニー、ティファニー、トニー           |
| She's Not You                                                       | マット（シーズン2）ジェイク（シーズン3）         |
| So Glad I Was There                                                 | ジェイク、ティファニー、サマンサ、トニー、マーク |
| Someone To Hold Onto                                                | ティファニー                                     |
| Stand Back                                                          | ティファニー、サマンサ                           |
| Stand Together                                                      | ジェイク、マーク                                 |
| Take It Higher                                                      | マーク                                           |
| Tell Her I'll Be Waiting                                            | マーク                                           |
| The Way We Are                                                      | マット（シーズン2）マーク（シーズン3）、サマンサ |
| This Time                                                           | ジェニー                                         |
| To The End                                                          | ジェイク                                         |
| Too Much To Dream                                                   | ジェイク                                         |
| Tough Love                                                          | ジェイク                                         |
| Welcome to the Low Road                                             | マット                                           |
| What Would I Do                                                     | ジェイク                                         |
| What Will I Do With My Heart （別題: It's Hard Living Without You） | サマンサ                                         |
| Whenever I Think of You                                             | ジェイク                                         |